# Racing Club (Avellaneda)
Racing Club je jedním z předních fotbalových klubů argentinské nejvyšší ligy, sídlící ve městě Avellaneda v aglomeraci Buenos Aires. Klub byl založen roku 1903. Klub hraje na hřišti s názvem Stadion Juan Domingo Perón s kapacitou 64 161 diváků.
V roce 1967 vyhráli Pohár osvoboditelů i následný Interkontinentální pohár.

## Úspěchy

### Národní
- Primera División (18): 1913, 1914, 1915, 1916, 1917, 1918, 1919, 1921, 1925, 1949, 1950, 1951, 1958, 1961, 1966, 2001 Apertura, 2014, 2018–19

### Mezinárodní
- Interkontinentální pohár (1): 1967
- Copa Libertadores (1): 1967
- Supercopa Sudamericana (1): 1988